# VW Большой Медведицы
VW Большой Медведицы (лат. VW Ursae Majoris), HD 94902 — одиночная переменная звезда в созвездии Большой Медведицы на расстоянии приблизительно 1732 световых лет (около 531 парсека) от Солнца. Видимая звёздная величина звезды — от +7,71m до +6,85m.

## Характеристики
VW Большой Медведицы — красный гигант, пульсирующая полуправильная переменная звезда (SR) спектрального класса M2 или M4III.